# 夸克干酪

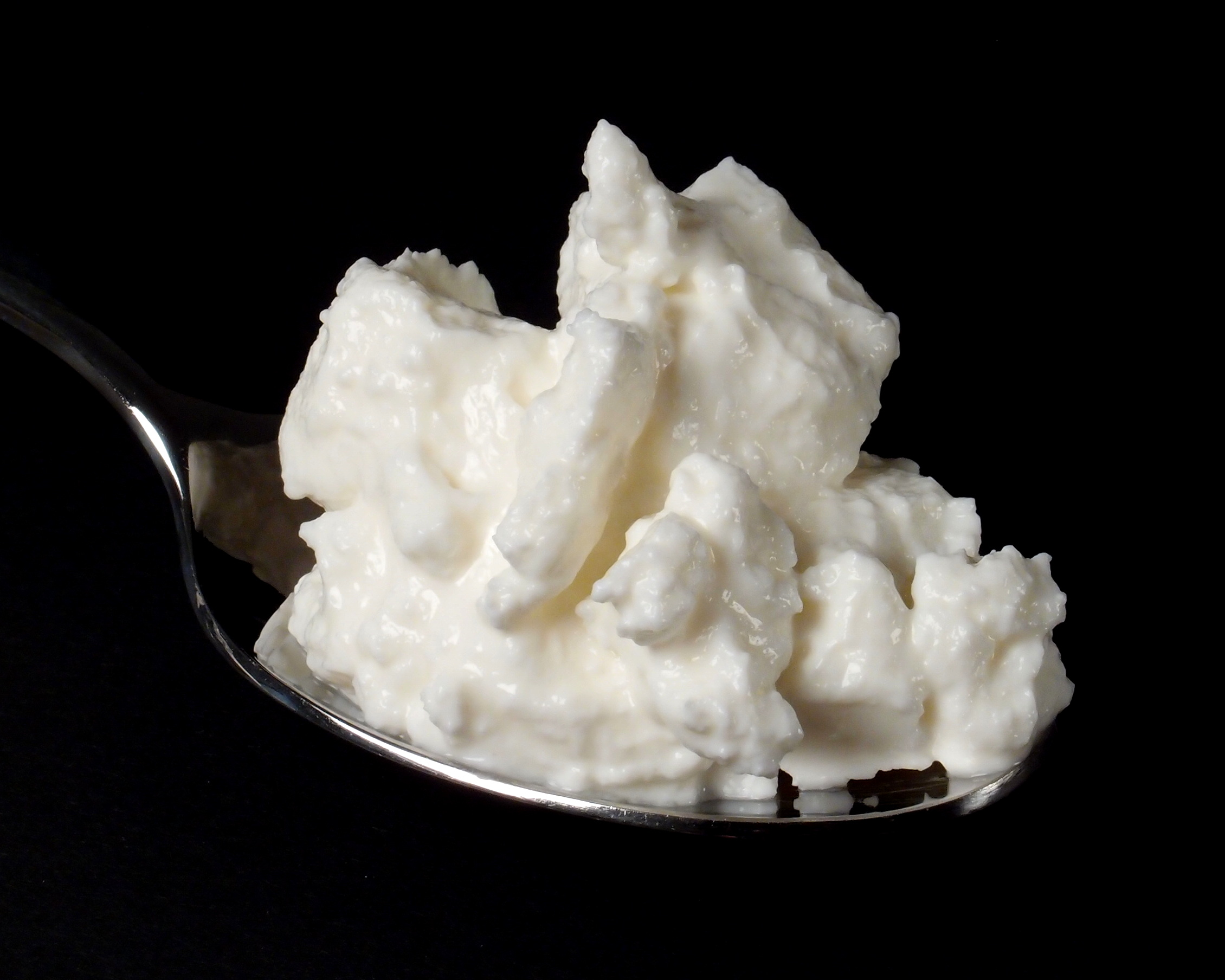
夸克干酪

夸克干酪是一种由牛奶制成的乳制品。通常人們製作夸克干酪時會先在牛奶中添加乳酸菌來讓牛奶变酸。夸克干酪是波罗的海国家、日耳曼人和斯拉夫语族国家以及阿什肯納茲猶太人和各种突厥語族群的傳統食物。